# Han Ki-joo
Detta är ett koreanskt namn; familjenamnet är Han.
Han Ki-joo (hangul: 한기주; hanja: 韓基周), född den 29 april 1987 i Gwangju, är en sydkoreansk basebollspelare som tog guld för Sydkorea vid olympiska sommarspelen 2008 i Peking.